# Mein Herz kommt per E-Mail
Mein Herz kommt per E-Mail (Tamil காதலர் தினம் Kadhalar Dhinam, Hindi दिल ही दिल में Dil Hi Dil Mein) ist ein indischer Liebesfilm aus dem Jahr 1999. Der Film wurde auf Tamil gedreht, für eine im Jahr 2000 erschienene Hindi-Version wurden zusätzliche Szenen gedreht. Die Hauptrollen spielten Sonali Bendre und Kunal Singh.

## Handlung
Mumbai, Indien, am Neujahr 1999. An einem Bahnhof trifft ein Armeeoffizier auf einer Bank den stumm weinenden Raja inmitten der Neujahrsfeiern. Als er sich um ihn bemüht und versucht Trost zu spenden, erzählt ihm Raja seine Geschichte.
Raja stammt aus einer armen Familie aus einer Kleinstadt bei Allahabad. 1996 kam er nach Mumbai, um an der Aufnahmeprüfung für das Ram-Chandra-Wirtschaftscollege teilzunehmen. Durch einen Zufall wird der Leiter des College, Ramachandra, auf ihn aufmerksam. Da Ramachandra selbst in Armut aufgewachsen ist, hat er Sympathie für Raja und gibt ihm den letzten der begrenzten Studienplätze.
Auf Drängen seiner männlichen Mitstudenten meldet sich Raja in einem Internetcafé auf einem Chat-Portal an, wo er mit Mädchen schreiben soll. Er schreibt eine Benutzerin namens Kusum an, die sich ihm als 45-jährige, verheiratete Frau aus Amerika vorstellt, er selbst behauptet, er sei aus London. Der Chat endet schnell, da sich Rajas Computer aufhängt. Als er sie am nächsten Tag wider Erwarten erneut anschreibt, offenbart die Nutzerin, dass sie in Wahrheit erst 19 Jahre alt ist. Als Raja durch Zufall ihren echten Namen errät – Roja – intensiviert sich der Chat und sie beginnen regelmäßig miteinander zu schreiben.
Nach einem Monat fragt er sie nach einem Bild von ihr, dem Roja nachkommt. Raja verliebt sich immer mehr in das Mädchen, das er nur aus dem Internet kennt. Roja bittet ihn ihrerseits um ein Foto und ist ebenfalls von Raja angetan. Als Raja an einem Tag das Internetcafé betritt, stößt er aus Versehen mit einem Mitarbeiter zusammen, wobei eine Rose vor einem Mädchen zu Boden fällt. Als Raja die Blume aufhebt und den Kopf hebt, erstarrt er, denn er erkennt, dass es sich um Roja handelt. Sie ist ihrerseits gebannt von Raja, den sie von dem Bild wiedererkennt. Doch die beiden wagen es nicht miteinander zu reden.
Über seine Liebe zu Raja und seine Versuche ihr näherzukommen, vernachlässigt Raja sein Studium und verpasst die Semesterabschlussprüfung. Von einem seiner Professoren erfährt Raja, dass er seinen Studienplatz nur aufgrund von Wohltätigkeit des Coollege-Leiters Ramachandra bekommen hat. Auch muss er an seine in Armut lebende Familie denken und daran, dass sein Vater ihn kritisierte, weil er nicht etwa in der Nachbarstadt, sondern im fernen Mumbai studieren wollte. Raja macht sich Vorwürfe und will Roja vergessen. Als er sich bei Ramachandra entschuldigt, gibt dieser ihm Halt und bittet ihn nicht auf seine Liebe zu dem ihm unbekannten Mädchen zu verzichten. Als durch eine Reihe von Umständen und nicht erfolgten Gespräche es zu Missverständnissen zwischen Raja und Roja kommt, unterstützt Ramachandra ihn weiter. Raja will Ramachandra aus Dankbarkeit unterstützen, als dieser erklärt, dass er seine Tochter bald verheiraten will. Am Valentinstag gestehen Roja und Raja einander ihre Liebe.
Kurz darauf wird Raja zufällig Zeuge wie Roja mit Ramachandra zusammentreffen. Entsetzt begreift er, dass Roja seine Tochter ist. Ramachandra eröffnet Roja, dass er sie mit dem Sohn des reichen Besitzers des zweitbesten College des Landes verheiraten will, damit Roja materiell versorgt ist. Roja eröffnet Raja, dass sie verlobt werden soll und will von ihm wissen, wie sehr er sie wirklich liebt. Aus Loyalität zu Ramachandra beendet Raja die Beziehung zu Roja. Roja, tief verletzt, stimmt daraufhin der arrangierten Heirat zu. Durch einen Zufall wird Ramachandra Zeuge, wie Raja gegenüber seinen Freunden ankündigt, dass er Mumbai verlassen und in seine Heimat zurückkehren wird. Dass er Roja nicht heiraten kann, da er sich schuldig gegenüber den Wünschen von Ramachandra fühlt. Während Raja zum Bahnhof geht und dem Armeeoffizier seine Geschichte erzählt. Ramachandra trifft Raja am Bahnhof und fordert ihn auf mit ihm zu kommen, um Roja seine Liebe zu gestehen.
Ende nach der Hindi-Version
Raja und Roja treffen aufeinander und gestehen einander ihre Liebe. Sie planen ihre Hochzeit für den nächsten Valentinstag. Raja lädt dazu den Armeeoffizier ein.
Ende nach der Tamil-Version
Ramachandra und Raja treffen rechtzeitig kurz vor der Eheschließung bei Rojas Hochzeit ein, doch bricht Roja dort zusammen – sie hat bei einem Selbstmordversuch Gift genommen. Sie schließt in Rajas Armen die Augen. Einige Zeit später schreibt er an den Mann, den er am Bahnhof traf, dass Roja sich erholt hat und lädt ihn zu ihrer Hochzeit am Valentinstag ein.

## Veröffentlichung
Während die Tamil-Version in Südindien ein Hit an den Kinokassen wurde, wurde die Hindi-Version ein Flop.